# Montgomery Burns
Charles Montgomery "Monty" Burns, vaak gewoon Mr. Burns genoemd, is een personage uit de animatieserie The Simpsons. Zijn stem wordt gedaan door Harry Shearer.
Mr. Burns is de eigenaar van de kerncentrale van Springfield, en daarmee Homer Simpsons baas. Hij wordt altijd bijgestaan door zijn loyale bediende Waylon Smithers. Mr. Burns is de rijkste en meest invloedrijke inwoner van Springfield. Zijn vermogen wordt geschat op $16,8 miljard. Hij gebruikt zijn fortuin voor allerlei duistere zaakjes en als vrijgeleide om te doen wat hij maar wil.
Mr. Burns is de antagonist van de serie en een karikatuur van kapitalistisch Amerika. Hij is gewetenloos en wil ten koste van alles en iedereen zijn rijkdom uitbreiden. Veel afleveringen draaien dan ook rond zijn demonische plannen die The Simpsons proberen te verhinderen. Zijn catchphrase is: "Excellent", terwijl hij zijn vingertoppen tegen elkaar houdt.

## Leeftijd
In de meeste afleveringen wordt Mr. Burns 104 jaar oud genoemd. Zijn geboortedatum was oorspronkelijk 15 september 1884, maar aangezien de serie een opschuivende tijdlijn heeft, is het na zoveel seizoenen moeilijk te zeggen hoe oud hij tegenwoordig is. In sommige afleveringen worden ook tegenstrijdige data genoemd. In Simpson and Delilah werd bekendgemaakt dat hij al ouder dan 81 is, in Who Shot Mr. Burns? Part I, Homer the Smithers en A Hunka Hunka Burns in Love wordt hij 104 jaar oud genoemd. In een andere episode zegt hij “I've been 95 for a while”. In de aflevering Fraudcast News uit 2004 beweerde Burns te zijn geboren in 1889, wat hem 115 zou maken. Hij wordt dan ook geregeld "Springfields oudste inwoner" genoemd. In de aflevering The Regina Monologues gebruikt Burns zijn leeftijd als 4-cijferige pincode, maar het is mogelijk dat het eerste cijfer een 0 is, of zelfs de eerste twee cijfers. In de aflevering The Mansion Family ontvangt hij een prijs omdat hij de oudste inwoner van Springfield zou zijn, namelijk 108 jaar. Burns heeft een rijbewijs dat reeds in 1909 was verlopen. Hij studeerde af aan de Yale University in 1914.

## Biografie
De familie Burns verblijft al generaties lang in de Verenigde Staten. Zijn adoptieve overgrootvader, Franklin Jefferson Burns, nam deel aan de Boston Tea Party. Mr. Burns heeft een moeilijke relatie met zijn eigen moeder. In Homer The Smithers blijkt zij nog in leven.
Als kind woonde Burns in een noordelijke staat van de Verenigde Staten met zijn ouders en zijn jongere broer George. Op jonge leeftijd verliet hij zijn familie om bij een harteloze miljardair te gaan wonen, die een "atoommolen" bezat in Springfield. Burns leidde een leven van privileges en amuseerde zich door arbeiders te mishandelen. Later ging Mr. Burns naar de Yale University, waar hij scheikunde en zaken studeerde.
In 1939 ontmoette Burns op een reünie de dochter van een oude vlam. Zij kreeg later een kind van hem, Larry, die werd opgegeven voor adoptie.
Burns diende in het Amerikaanse leger gedurende de Tweede Wereldoorlog, als soldaat. Hij was meerdere malen gedegradeerd. Zijn meerdere was sergeant Abraham Simpson, de vader van Homer Simpson. Ook was hij een van de "vliegende hellevissen" tijdens de Tweede Wereldoorlog.
Na de oorlog ging Burns zich weer met zaken bezighouden. Hij kreeg de opdracht van president Harry S Truman om een cheque van een biljard dollar naar Europa te brengen voor het Marshallplan, maar drukte de cheque achterover.
Tijdens de jaren 60 hield Burns zich bezig met de ontwikkeling van biologische wapens. Zijn lab werd vernietigd door een groep vredesactivisten, waar ook Mona Simpson (Homers moeder) bij hoorde. Een decennium later opende Burns de nucleaire centrale van Springfield. In de loop der jaren heeft hij het bedrijf een paar maal verkocht of om andere reden uit handen gegeven, maar slaagde er altijd in hem weer terug te krijgen.
In de centrale brengt Burns het grootste deel van de tijd in zijn kantoor door, waar hij via camera’s zijn personeel in de gaten houdt. In zijn kantoor heeft hij een team van goede advocaten paraat staan, evenals een ontsnappingscapsule, een lijk-dump-luik en een valluik. In zijn huis heeft hij ook nog een knop om 'de honden' los te laten.
Burns woont in een groot landhuis op een nog groter landgoed, gelokaliseerd aan 1000 Mammon Street, op de hoek van de Croesus en Mammon straten. Het huis wordt beschermd door een hek onder spanning en een tuin vol honden waar Santa's Little Helper ooit deel van uitmaakte.

## Gezondheid
Vanwege zijn hoge leeftijd is Mr. Burns zowel mentaal als fysiek niet meer zo goed ter been. Hij gebruikt geregeld woorden en uitdrukkingen die al sinds de 19de eeuw niet meer in omloop zijn of tegenwoordig een andere connotatie hebben gekregen. Men hoort hem geregeld naar zaken verwijzen die al decennia uit de mode zijn of personen die ondertussen allang overleden zijn. Burns gelooft bijvoorbeeld in frenologie, schrijft met een slagpen, verplaatst zich in een oldtimer en neemt foto's met een antieke technische camera. Zijn algemene kennis grenst soms aan wereldvreemdheid. Zo blijkt hij niet te weten dat Fidel Castro al jarenlang president van Cuba is en dat Siam tegenwoordig Thailand heet. Desondanks zijn er een paar momenten geweest waarin Burns wel op de hoogte was van recente gebeurtenissen. Zo citeerde hij de films Bugsy en Working Girl als voorbeelden terwijl hij een film wilde maken over hoe hij zo rijk is geworden.
Mr. Burns' geheugen is dan ook niet meer zo scherp. Hij vergeet voortdurend Homer Simpson's naam. Ook zijn conditie is zo zwak dat hij vaak moeite heeft om de eenvoudigste taken uit te voeren. Zelfs zijn duim opsteken, een papieren kopje fijnknijpen en op een insect trappen kosten hem al moeite. Hij kan omver worden gegooid door een mier en een high-five; maar zijn fysieke sterkte varieert per aflevering. Zijn gewicht is zo vederlicht dat een aankomende baseball hem al om doet vallen. Zijn organen zijn in de loop der jaren ook zwak geworden. Zijn hart is zwart en klopt maar heel langzaam of zelfs helemaal niet. Het is gekrompen tot het formaat van een kers. Burns’ bloedtype is dubbel 0 negatief. Als hij een wond oploopt, bloedt hij stof. Eenmaal kwamen zijn longen uit zijn mond en fungeerden ze als een airbag.
Burns heeft verschillende fysieke kwalen en gezondheidsproblemen, die soms dermate ernstige vormen aannemen dat hij op het randje van de dood balanceert. Hij heeft iets dat bekendstaat als het "Three Stooges Syndrome" waarin een delicate staat van homeostase wordt bereikt doordat er zoveel verschillende ziektes in zijn lichaam aanwezig zijn, dat ze elkaar allemaal uitschakelen. Mr. Burns' medische behandeling bevat o.a. een wekelijkse procedure waarbij zijn stembanden worden gesmeerd en hij veel injecties krijgt. Dit is net genoeg om zijn dood weer een week uit te stellen.

## Inspiratie voor Mr. Burns

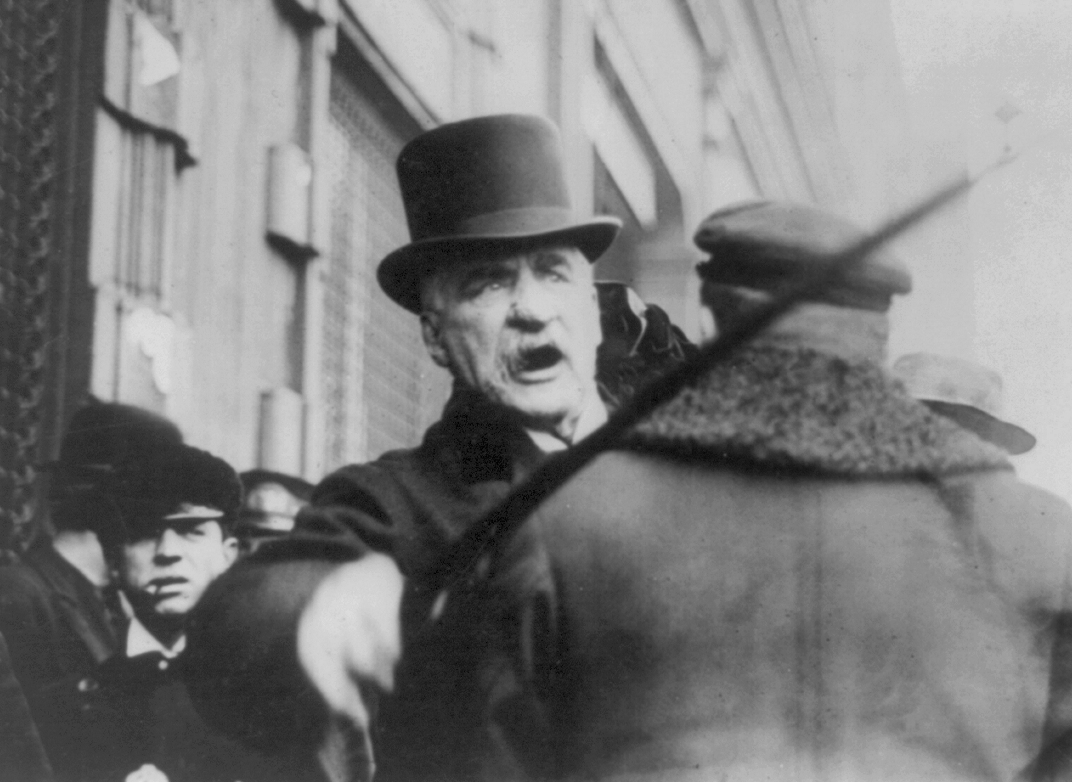
De 'echte' C.M. Burns? Multimiljonair John Pierpont Morgan

Matt Groening heeft bekend dat hij het uiterlijk van Burns gebaseerd heeft op Fredrik Olsen, een Noorse schippersmagnaat en eigenaar van de Timex.
Het personage van Mr. Burns werd ook gemodelleerd naar John Pierpont Morgan, Howard Hughes, William Randolph Hearst, Andrew Carnegie, George Burns, Charles Foster Kane, the Grinch, John D. Rockefeller, en anderen. Verder is er een kans dat hij gebaseerd is op Mr. Bailey, een beruchte leraar op Lincoln High School in Portland, Oregon, waar Matt Groening school liep.
De inspiratie voor Burns' naam komt van het grote Montgomery Park bord boven op het voormalige Montgomery Ward in Portland, Oregons industriële district. Een personage genaamd Monty Burns verscheen in de 1976 "Beauty on Parade" episode van de Wonder Woman TV series als crimineel.